# Un altro pianeta
(Eva)
Un altro pianeta è un film del 2008 scritto e diretto da Stefano Tummolini
Presentato nell'ambito della 65ª Mostra internazionale d'arte cinematografica di Venezia, nella sezione Giornate degli Autori, e vincitore del Queer Lion 2008. Il film è stato distribuito a partire dal 7 novembre 2008 ed è stato in concorso al Sundance Film Festival 2009 nella sezione World Cinema Dramatic.
Per questa pellicola Tummolini ha ottenuto una nomination per il Nastro d'argento al miglior regista esordiente del 2009.

## Trama
Salvatore, un uomo gay un po' rozzo e solitario, decide di trascorrere una tranquilla giornata al mare. Per arrivare alla spiaggia si avventura tra le dune che costeggiano il mare, e in quell'oasi desolata si ritrova a consumare un veloce e privo di sentimento rapporto sessuale con uno sconosciuto. Arrivato alla spiaggia, Salvatore incontrerà tre donne e un ragazzo, che lo coinvolgeranno nelle loro storie, costringendolo suo malgrado a guardarsi dentro e a fare i conti con i fantasmi del proprio passato. Salvatore dovrà affrontare le proprie paure e lottare contro le barriere che lo separano dai suoi sentimenti, alla ricerca di un futuro migliore.

## Produzione
Girata in HDV, per poi passare in fase di montaggio al 35 mm, la pellicola è costata in tutto 980 euro, venendo realizzata senza nessun tipo di contributo economico. La realizzazione del film è stata possibile grazie agli attori, tecnici e l'intera troupe, che hanno lavorato con compensi minimi. Il film è stato girato in una settimana sulla spiaggia di Capocotta, vicino a Torvaianica a Roma.

## Colonna sonora
Le musiche originali del film sono state scritte ed arrangiate dal musicista napoletano Francesco Maddaloni, alla sua prima esperienza con il cinema. Le musiche spaziano tra i generi più differenti dalla bossa nova all'elettronica. La colonna sonora è arricchita da alcuni brani interpretati da Leopoldo Mastelloni, scritti appositamente da Maddaloni e Tummolini, inoltre è presente un'inedita versione live di Mediterranea di Giuni Russo, concessa da Maria Antonietta Sisini e dalla Sugar.